# Afakija
Afakíja ali brezléčnost (lat. aphakija) je manjkanje očesne leče kot posledica kirurškega posega, poškodbe ali pa je prirojena. 
Ljudje s to boleznijo lahko vidijo ultravijolično svetlobo, ki jo pri zdravih ljudjeh vsrka leča.

## Zdravljenje
Možno je zdravljenje z nošenjem očal, kontaktnih leč ali z vsaditvijo leče.